# Gigasiphon amplus
Gigasiphon amplus là một loài thực vật có hoa trong họ Đậu. Loài này được (Span.) de Wit miêu tả khoa học đầu tiên năm 1956.